# خانه و باغ اتحادیه
«خانه و باغ اتحادیه» یا «خانه امین‌السلطان» عمارتی مربوط به دوران قاجار است که در مرکز تهران جای گرفته‌است. خانه - باغ اتحادیه به عنوان تنها بازمانده از خیابان لاله‌زار قدیم و یکی از باارزش‌ترین معماری‌های دوره قاجار شناخته می‌شود.
این خانه به دلیل موقعیت مکانی بین خیابان فردوسی و لاله‌زار تهران قدیم، محل رفت‌وآمدهای میهمانان خارجی آن روزهای قبل انقلاب و نشست‌های سیاسی هم بوده‌است.
این اثر در تاریخ ۱۲ تیر ۱۳۸۴ با شمارهٔ ثبت ۱۲۰۵۷ به‌عنوان یکی از آثار ملی ایران به ثبت رسید. اما پس از چندی بعد «به حکم دیوان عدالت اداری ایران، خانه اتحادیه، (محل ساخت سریال دایی‌جان ناپلئون) به همراه خانه پدری پروین اعتصامی از فهرست آثار ملی خارج شده و در خطر تخریب قرار گرفتند». این خانه در مهر ماه ۱۳۹۴ توسط سازمان زیباسازی شهر تهران به قیمت ۲۸ میلیارد تومان خریداری و جز دارایی‌های شهرداری تهران شد.
این خانه-باغ متعلق به امین‌السلطان، صدراعظم دوره ناصرالدین شاه، مظفرالدین شاه و محمد علی شاه قاجار بوده‌است، که پس از کشته شدن او، توسط «حاج رحیم اتحادیه» خریداری شد.

## پیشینه

### خانه امین‌السلطان
در سال ۱۲۶۱ خورشیدی، هنگامی که باغ بزرگ لاله‌زار برای ساخت خیابانی به همین نام بخش‌بندی و فروخته شد، بخشی از آن به آقا محمدابراهیم ارباب، پدر علی‌اصغرخان اتابک (امین‌السلطان) رسید و با مرگ ابراهیم‌خان (مرداد ۱۲۶۲)، پسرش بخش‌های دیگری از زمین‌های مجاور را خرید و به آن افزود.
در این خانه بسیاری از تصمیمات مهم سیاسی آن دوران گرفته می‌شده‌است. مساحت این خانه باغ در زمان قاجار بیشتر از حال حاضر بوده و ساختمان‌های آن به مرور زمان تخریب شده‌است. این باغ در دوران صدراعظمی میرزا احمد خان اتابک میزبان دیدارهای سرنوشت سازی بوده‌است. بسیاری از شخصیت‌های انقلابی و سیاسی دوران مشروطه این خانه را پناهگاه خود می‌دانستند. ناصرالدین شاه قاجار نیز به این خانه رفت‌وآمد کرده و ملاقات‌های حساسی در این عمارت داشته‌است.

### خانهٔ دایی جان ناپلئون
نوادگان امین‌السلطان در دوره‌های بعد، زمین پدری را تفکیک کردند و فروختند. سینما جهان، سینما شهرزاد، یک پارکینگ و یک مجتمع تجاری در بخشی از همین زمین‌ها ساخته شده‌است.
رحیم اتحادیه نیز در سال ۱۲۹۵ شمسی این زمین را از وارثان امین‌السلطان خرید و با تفکیک آن به ۳۰ سهم، آن را میان فرزندان خود تقسیم کرد. این خانه در دهه ۵۰ لوکیشن سریال معروف «دایی جان ناپلئون» ساخته ناصر تقوایی بود و به همین نام نیز معروف شد. خانه دایی جان ناپلئون تنها قطعه بازمانده از باغ‌های لاله‌زار است.

## معماری خانه اتحادیه
در انتهای بن‌بست اتحادیه، سردر آجری بسیار زیبایی خودنمایی می‌کند که درب ورود به خانه و باغ اتحادیه است. آجرکاری اسلیمی سردر خانه، این نوید را به شما می‌دهد که قرار است از عمارتی فوق‌العاده بازدید کنید. ستون تو کار نیم‌گرد در دو طرف در، قرنیز آجری بخش فوقانی، قاب مربوط به اسمای الهی، قوس مغولی در محل چراغ‌دان و نقوش اسلیمی که نقش دو اژدها را ترسیم کرده‌اند، از تزئینات چشم‌نواز سردر آجری است که چند دقیقه، غرق در زیبایی‌اش می‌شوید.
پیش از اینکه این خانه ثبت ملی شود قرار بر این بود که تنها سردر زیبای آن به ثبت ملی برسد اما پس از آنکه مشخص شد باغ عمارت از ارزش تاریخی زیادی برخوردار است تصمیم بر این شد که تمامی عمارت به ثبت ملی برسد.
خانه و باغ اتحادیه ۸۷۱۰ متر مربع مساحت دارد و دارای اندرونی و بیرونی است. پس از ورود، درهای اندرونی و بیرونی را در دو سمت می‌توان مشاهده کرد. مهم‌ترین و بزرگترین قسمت بنا، یعنی بخش بیرونی، در حیاط شرقی قرار دارد که ساختمان‌های مهم خانه در آن قرار دارد. با ورود به این بخش داخلی، بنای کوچک ولی بسیار زیبایی را در سمت راست یعنی قسمت شمال شرقی باغ می‌بینید که در بالای ورودی آن به طول ۲ متر مقرنس‌کاری با بهره‌گیری از گچ جلوه می‌کند. می‌گویند حاج رحیم اتحادیه این ساختمان را به‌عنوان محل کار خود انتخاب کرده است.
کمی دورتر از این بنا، عمارتی با دو ستون سنگی و درهای فلزی به چشم می‌خورد که محل فیلمبرداری سریال دایی جان ناپلئون بوده است. مهم‌ترین ساختمان خانه اتحادیه، عمارت L شکلی است که در سمت شمال و شرق قرار دارد و حوض بزرگی در جلوی آن خودنمایی می‌کند. در نمای بیرونی این عمارت، گچ‌بری‌های قاجاری در قسمت سردر و آجرچینی‌های مختلف در قسمت پایینی دیده می‌شود. همچنین یک ساختمان کوشک‌ مانند در وسط حیاط قرار دارد که معماری آن نشان‎‌ می‌دهد نسبت به ساختمان‌های دیگر عمارت، جدیدتر است.
آجرکاری و گچ‌کاری دو هنر اصلی به کار رفته در معماری خانه اتحادیه هستند که نمونه‌های برجسته‌ای از معماری دوران میانی قاجار به شمار می‌روند. این خانه پنج حوض و حوضچه زیبا در اندازه‌های متفاوت دارد که از تماشای آن لذت خواهید برد. خانه اتحادیه با داشتن ۱۵۰ سال قدمت، تنها بازمانده خیابان لاله‎زار قدیم محسوب می‎شود و بازسازی آن در چند سال اخیر به نحوی شایسته انجام شده‌است. 

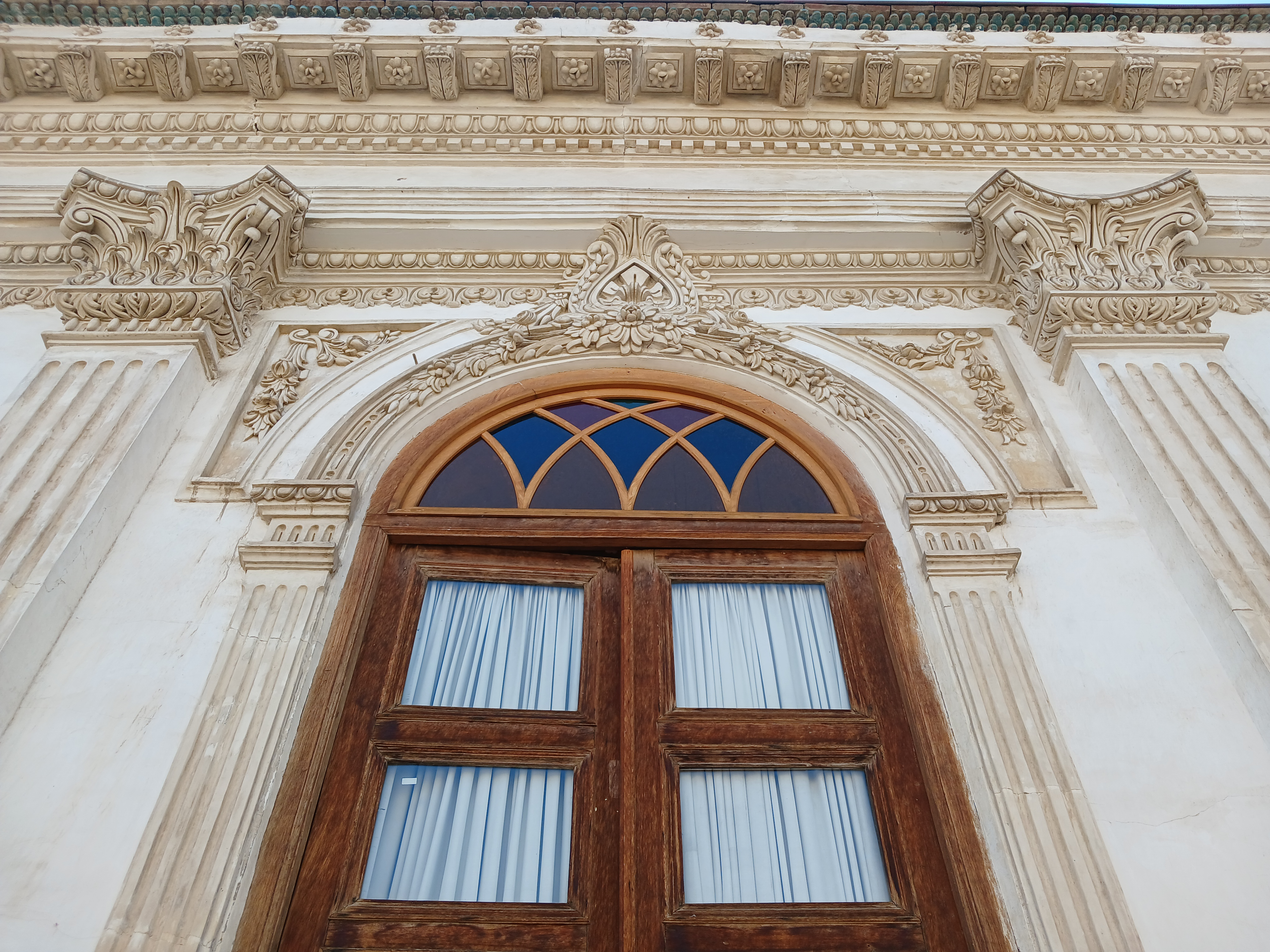
نمونه ای از پنجره های زیبای مجموعه به‌همراه آجرکاری و گچ‌بری های نفیس

## خروج از فهرست آثار ملی و مزایده خانه
در پی رسیدگی نکردن سازمان میراث فرهنگی به این اثر تاریخی و پس از بی‌نتیجه ماندن رایزنی‌ها جهت تملک این ملک توسط سازمان میراث فرهنگی، گروهی از مالکان خانه اتحادیه درخواست خروج این اثر از فهرست آثار ملی را به دیوان عدالت اداری دادند، و دیوان در سال ۱۳۸۹ خورشیدی رای به خروج آن از فهرست آثار ملی داد.
در پی خروج خانه اتحادیه از فهرست آثار ملی ۲٫۲ سهم از سی سهم خانه در اردیبهشت سال ۱۳۹۲ به مزایده عمومی گذاشته شد.

### تخریب و آتش سوزی قسمتی از خانه
در تعطیلات ایام شب قدر تیر ماه ۹۳ بخش قاجاری خانه باغ اتحادیه (ضلع جنوب غربی عمارت) با لودر توسط شهرداری تهران تخریب شد. ساعت ۲ نیمه شب شنبه مورخ ۹۳/۶/۱، بخشی از مجموعه، که باقی مانده از املاک امین‌السلطان بود و در سالهای اخیر تبدیل به کارگاه شده بود، در آتش سوخت.

## احیا و بازسازی

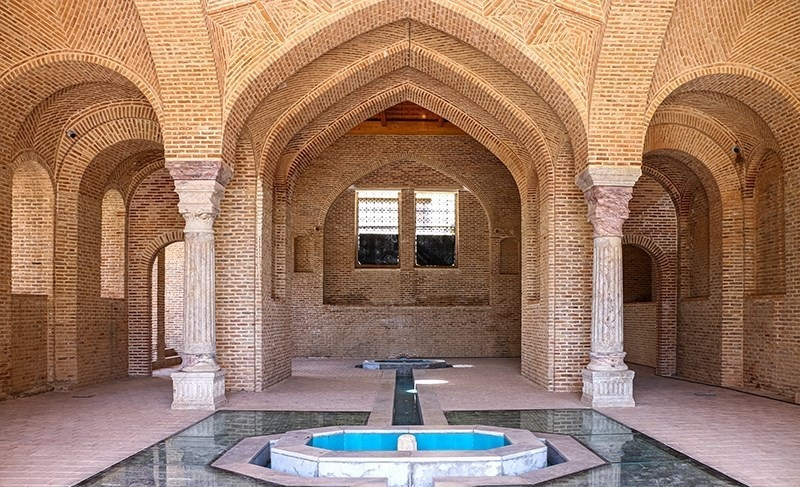
حوضخانه نوساز

در بهمن ماه ۱۳۹۲، شورای شهر تهران به فوریت طرح الزام شهرداری تهران به خریداری و بازسازی این خانه تاریخی رای داد؛ و قرار شد این خانه - باغ تاریخی پس از بازسازی و احیا از سوی شهرداری تهران به مرکز فرهنگی - هنری تغییر کاربری دهد و در نهایت امر در شهریور ماه ۱۳۹۳ و نودمین جلسه شورا طرح " الزام شهرداری تهران به تملک و بازسازی خانه باغ معروف به اتحادیه واقع در منطقه دوازده شهرداری تهران و بهره‌برداری از آن به عنوان مرکز فرهنگی و هنری " مصوب شد.

### خریداری توسط شهرداری تهران
این خانه در مهر ماه ۱۳۹۴ توسط سازمان زیباسازی شهر تهران به قیمت ۲۸ میلیارد تومان خریداری و جز دارایی‌های شهرداری تهران شد و قرار شد کار مرمت آن شروع شود. عملیات مرمت در آبان ۱۳۹۴ شروع و در مهر ۱۳۹۹ پایان یافت و قرار است به زودی این خانه برای عموم بازگشایی شود. 

## نگارخانه

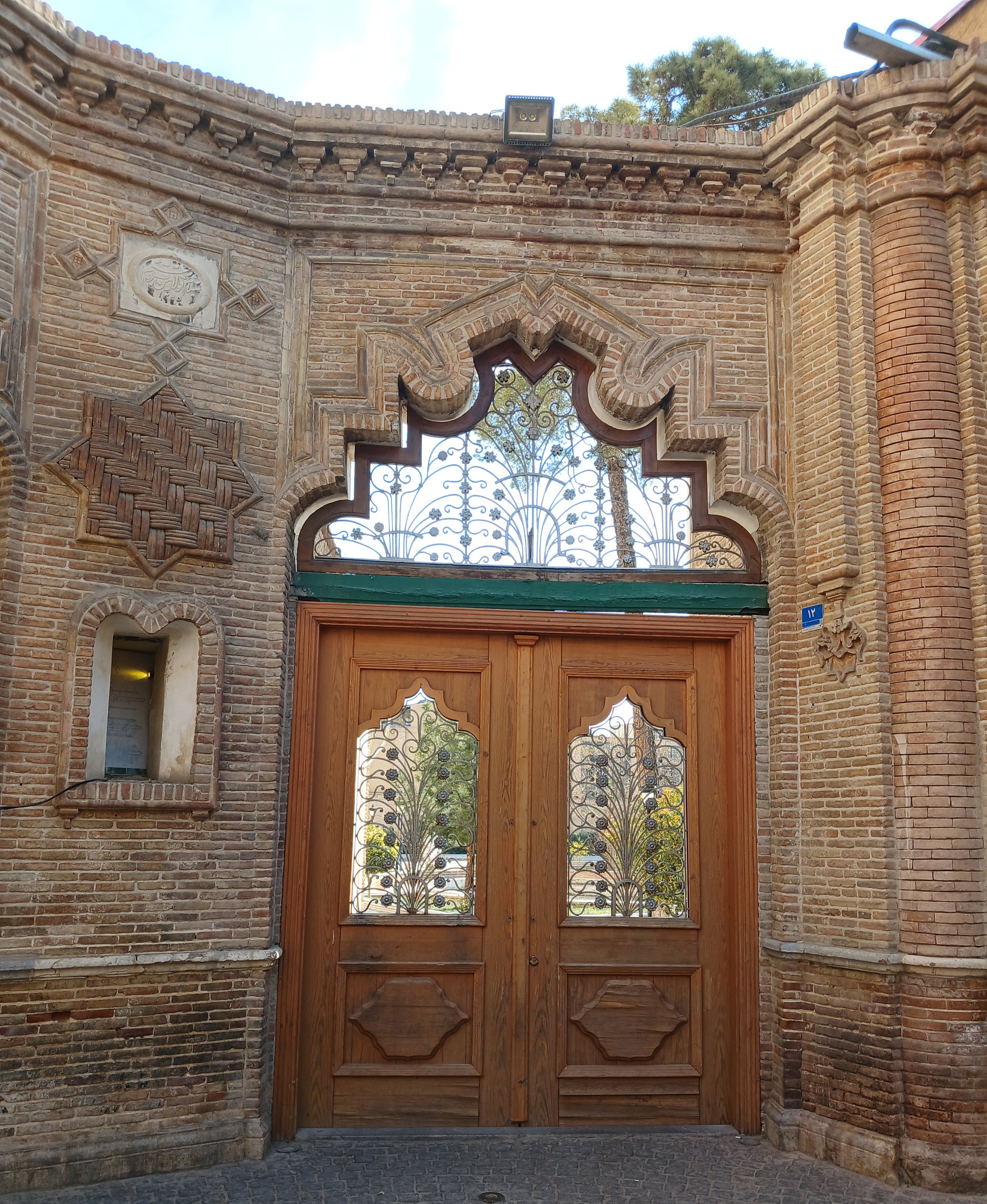
سردر مجموعه
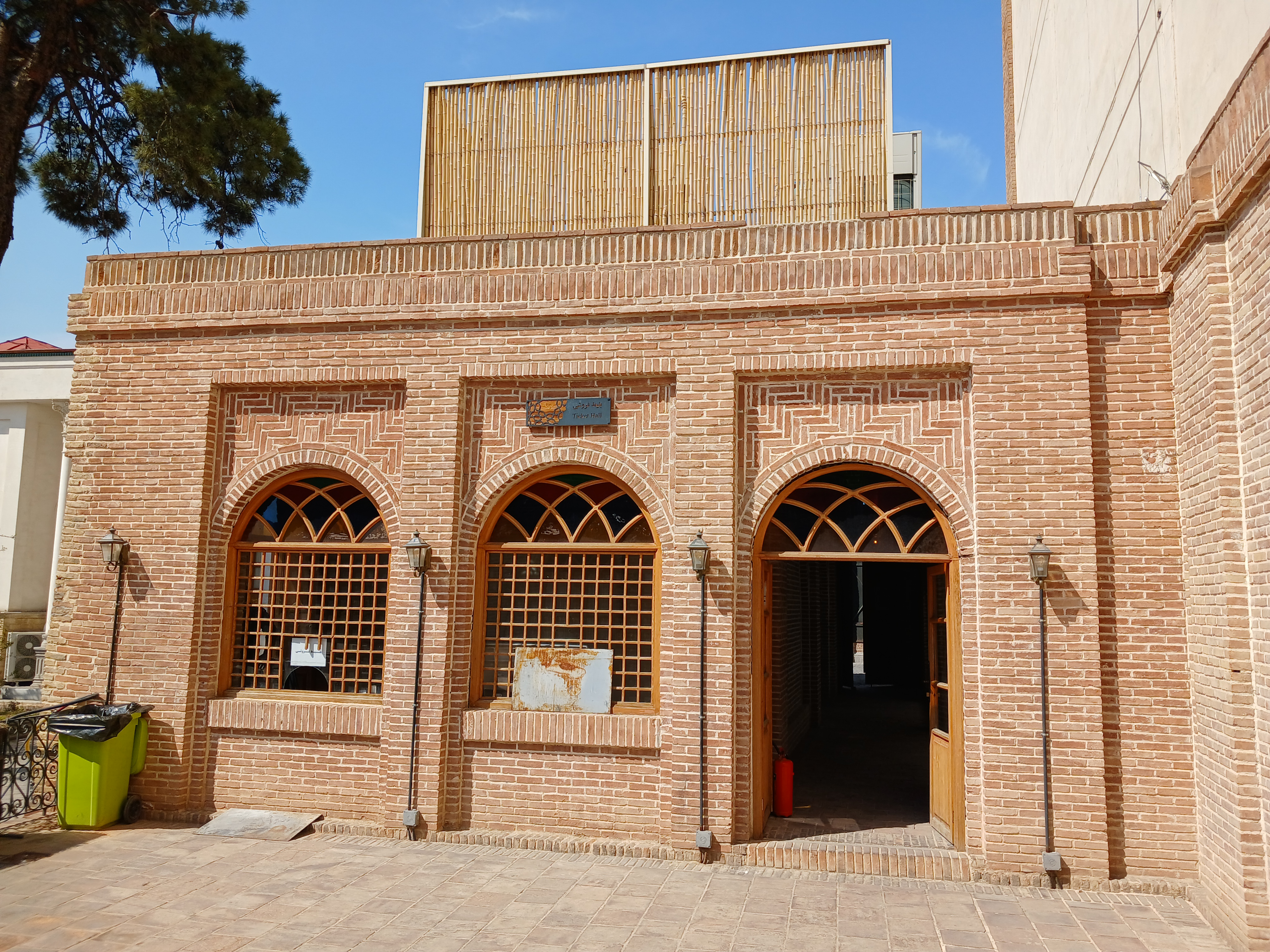
فضای ورودی مجموعه
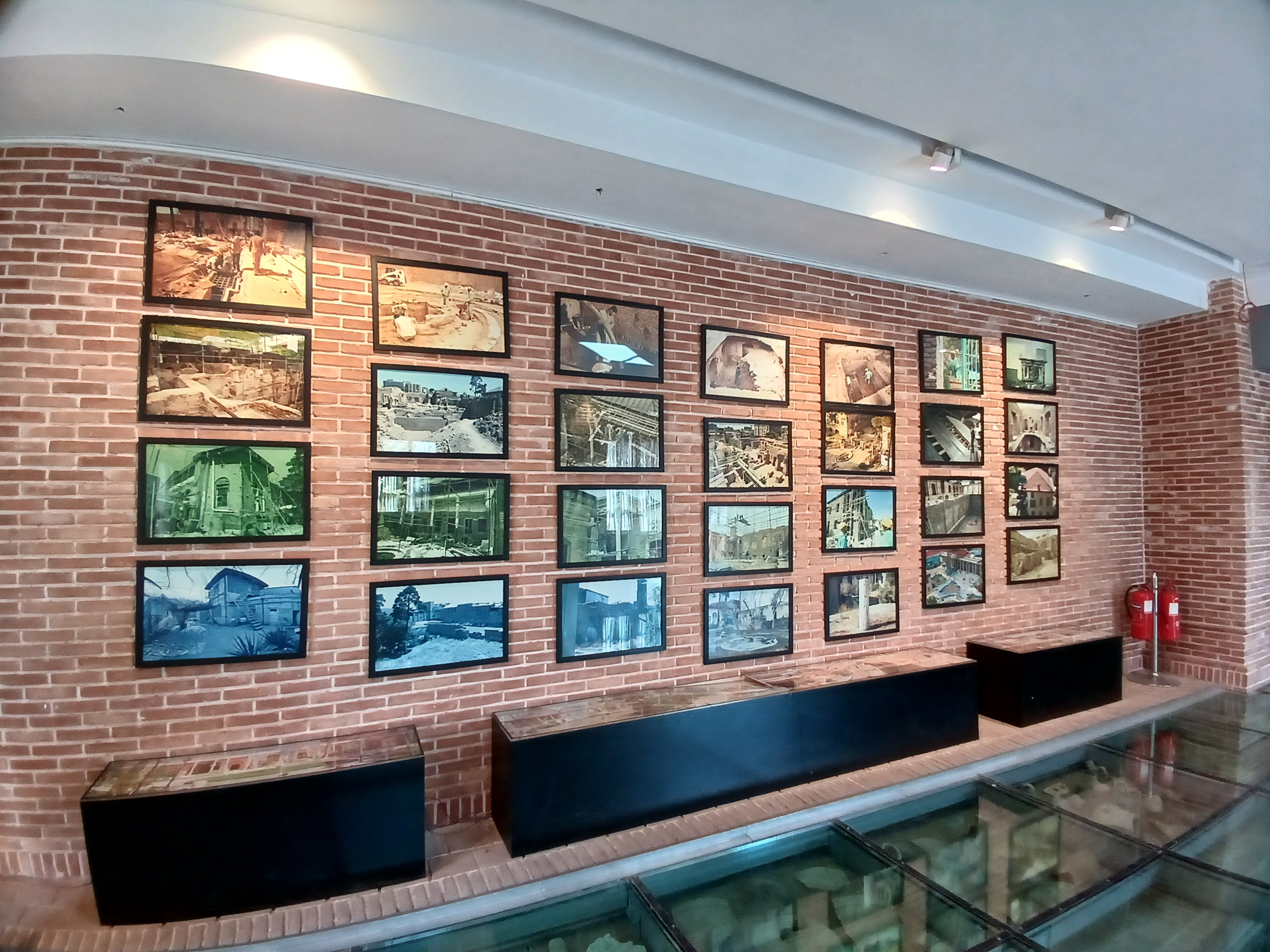
نمایشگاه عکس های مرمت و بهسازی خانه و باغ
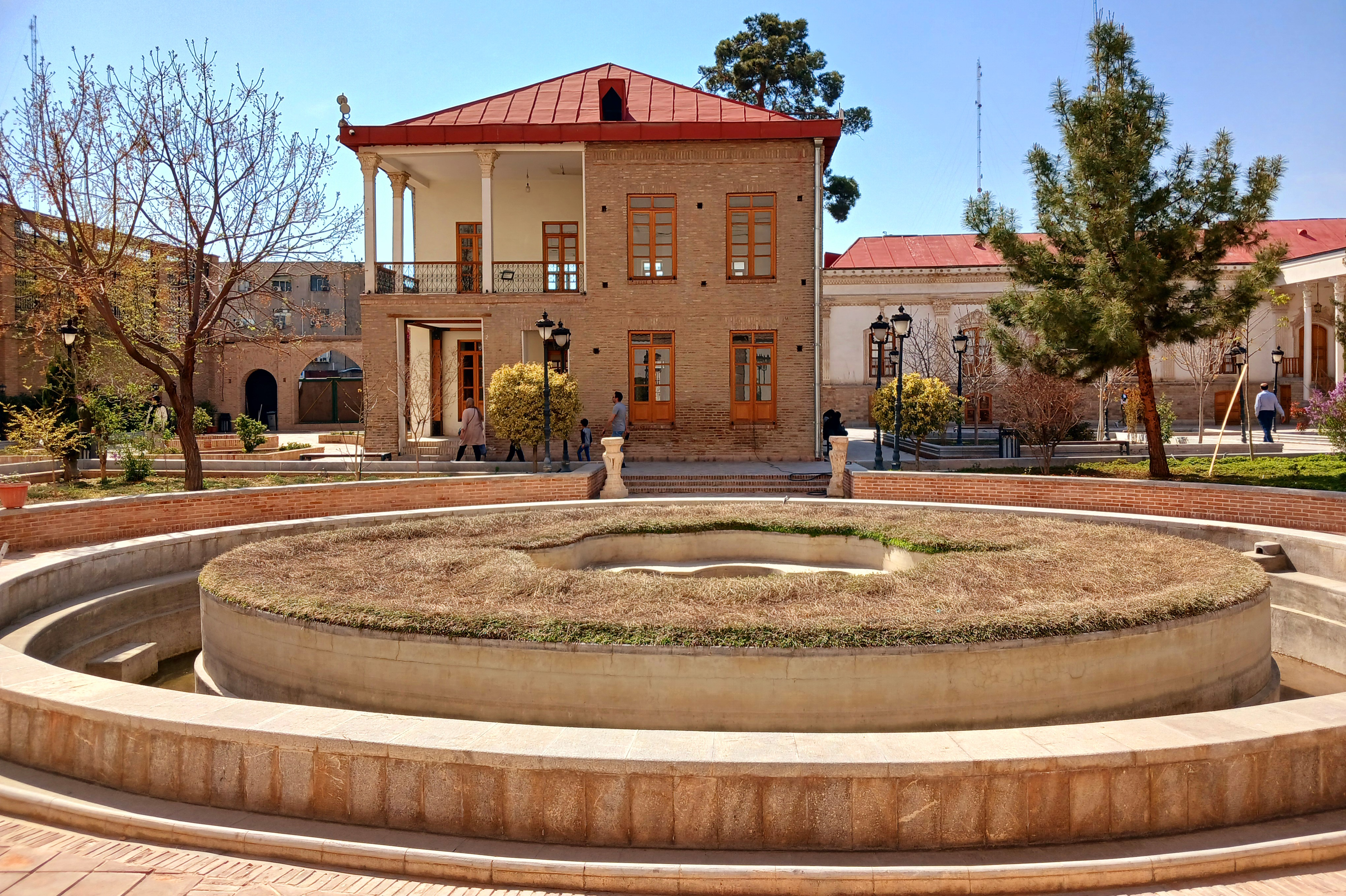
عمارت میانی مجموعه
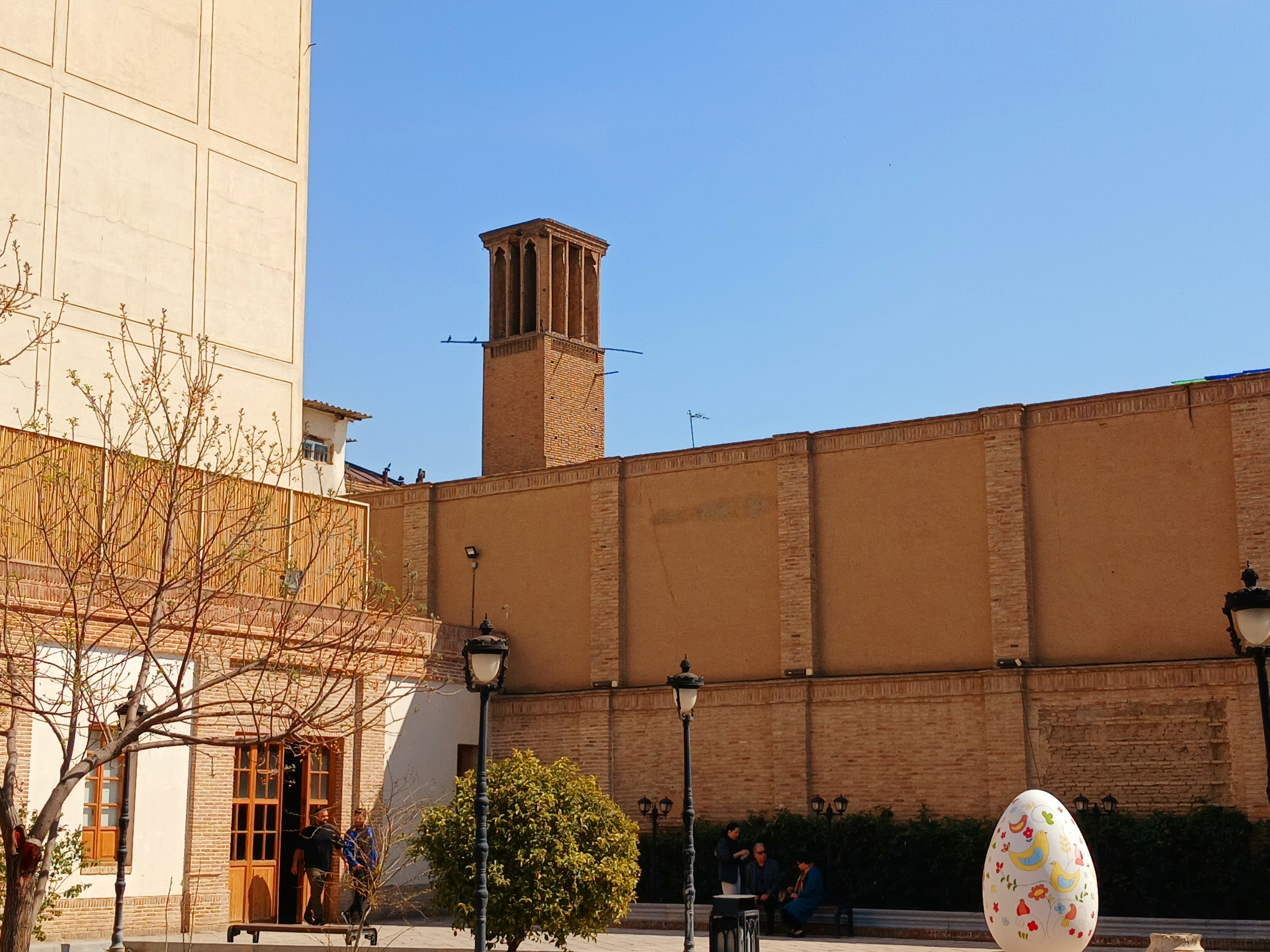
بنای یک بادگیر در ملک مجاور (ضلع جنوب شرقی) مجموعه
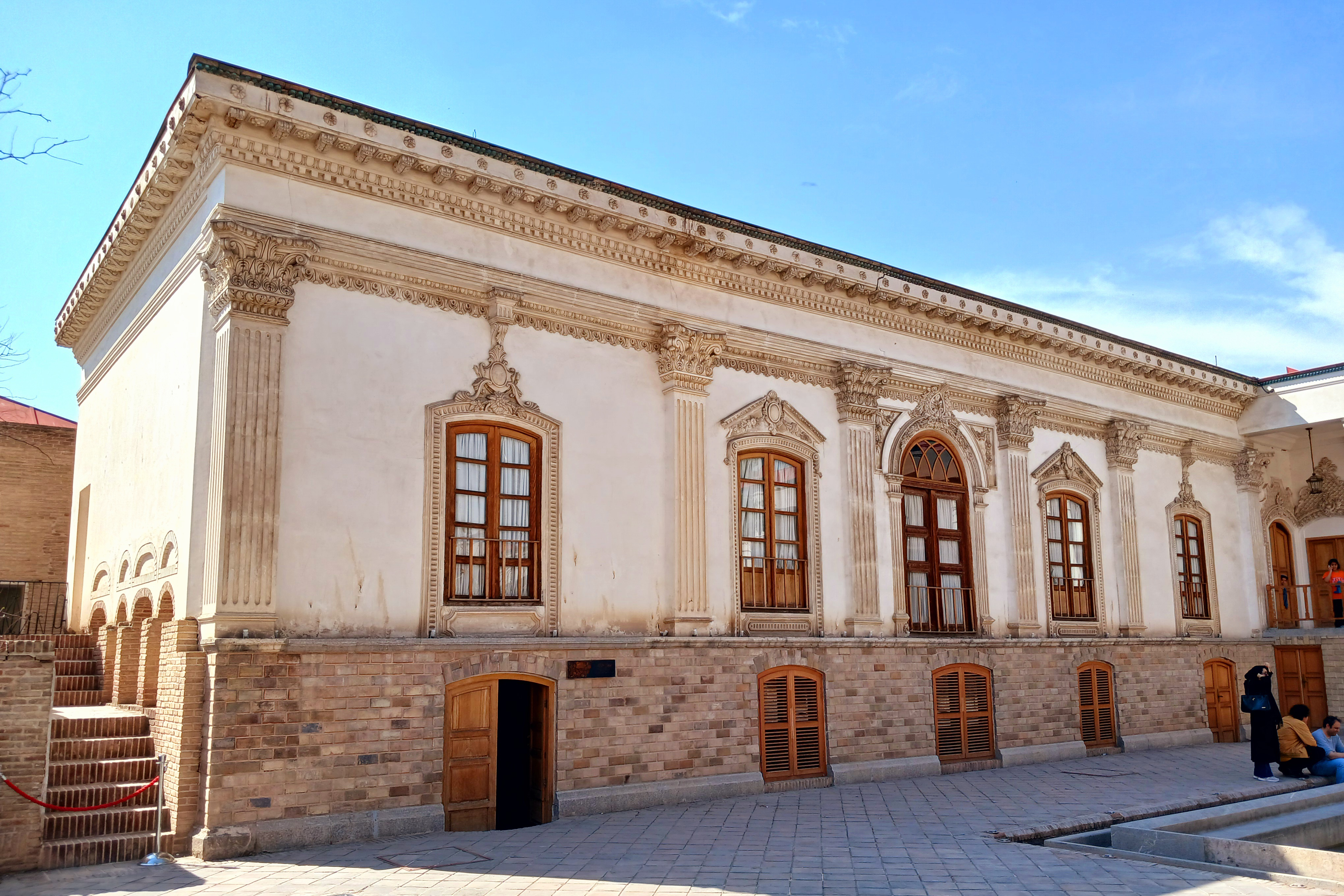
عمارت غربی مجموعه که اکنون در آن تالار مشاهیر (مجسمه های افراد مشهور و سرشناس) قرار دارد
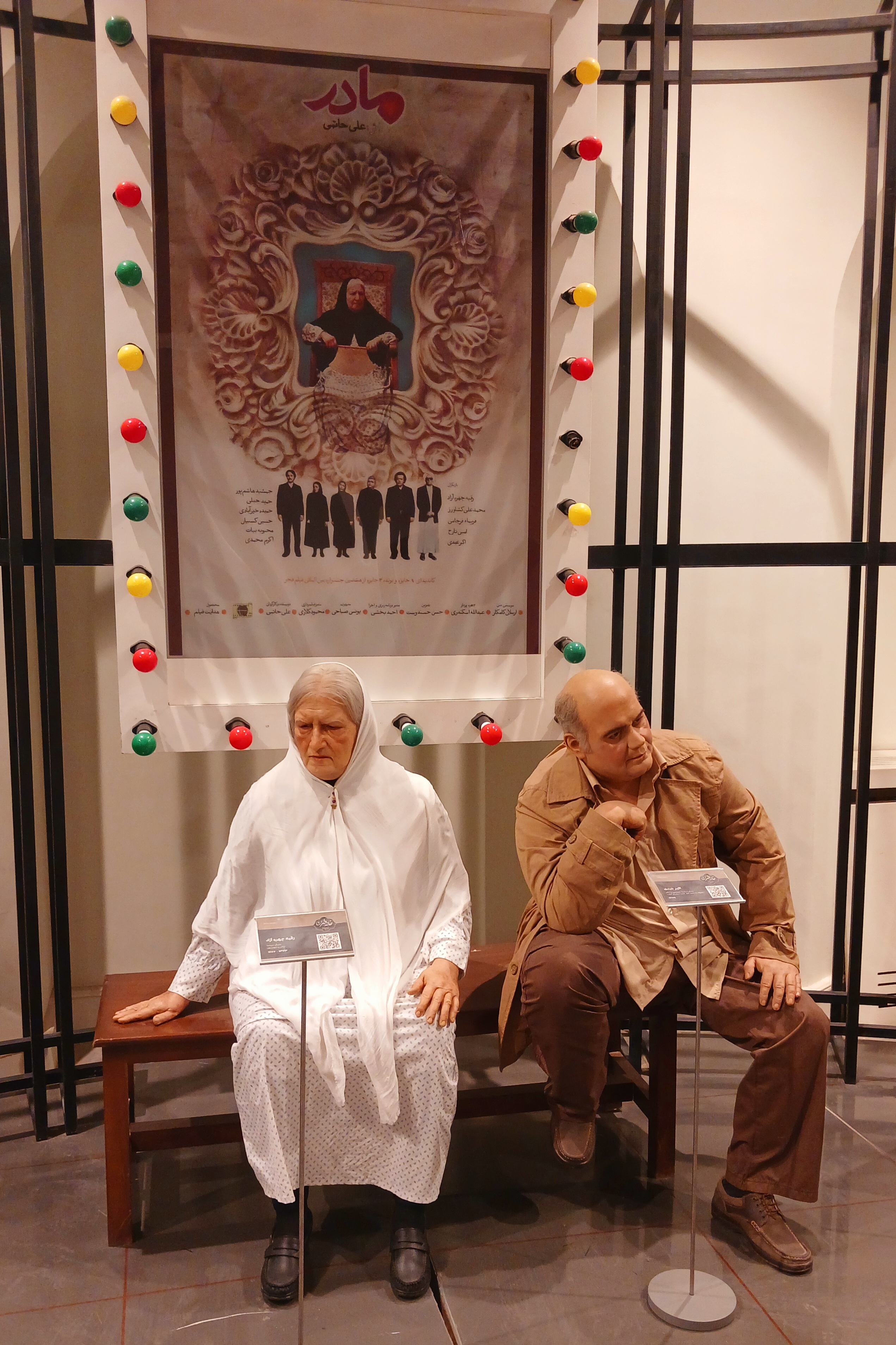
مجسمه های رقیه چهره‌آزاد و اکبر عبدی به‌عنوان بازیگران اصلی فیلم مادر (فیلم ۱۳۶۸) در تالار مشاهیر
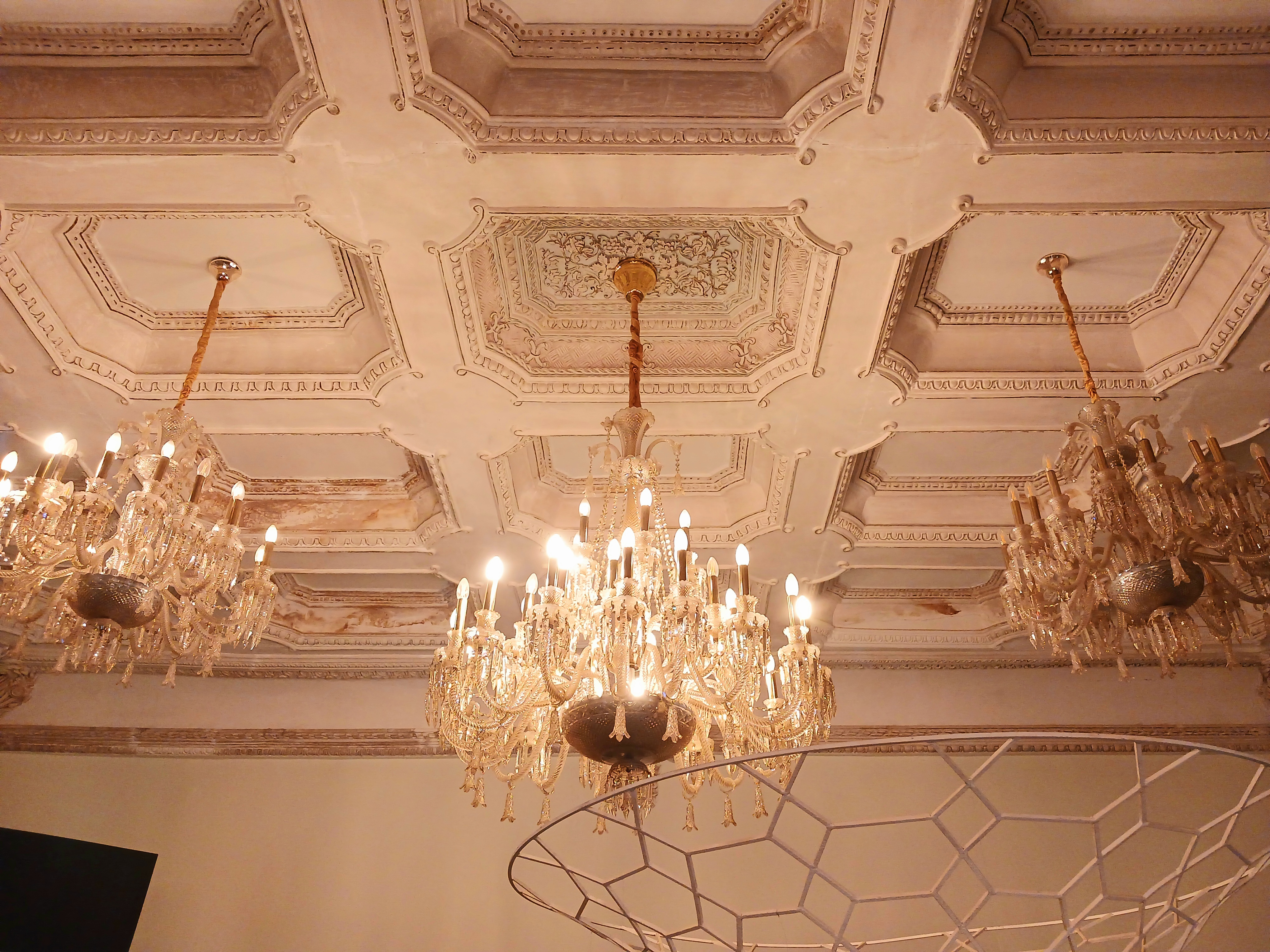
تزئینات سقف عمارت غربی مجموعه
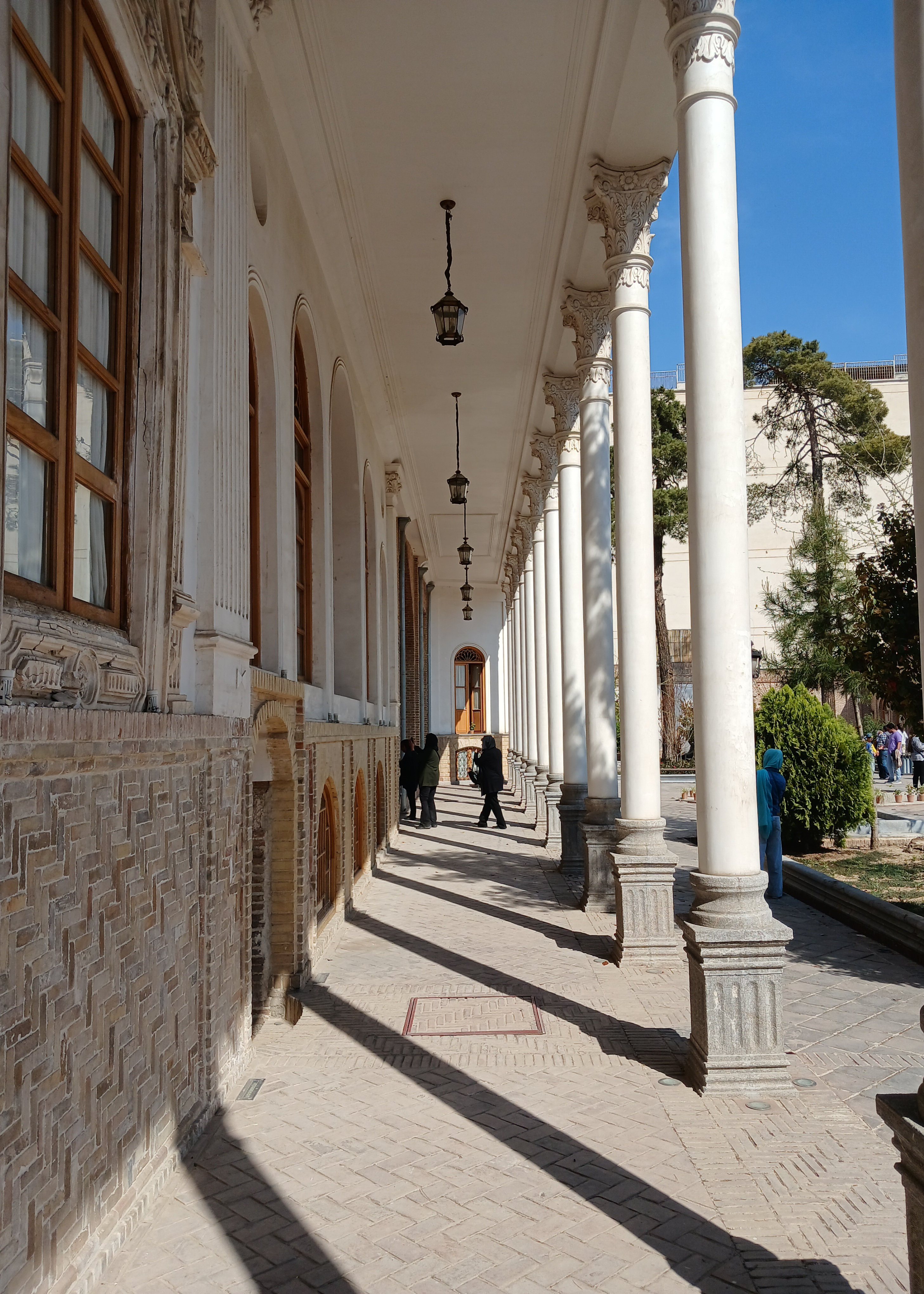
ستون های ضلع شمالی مجموعه
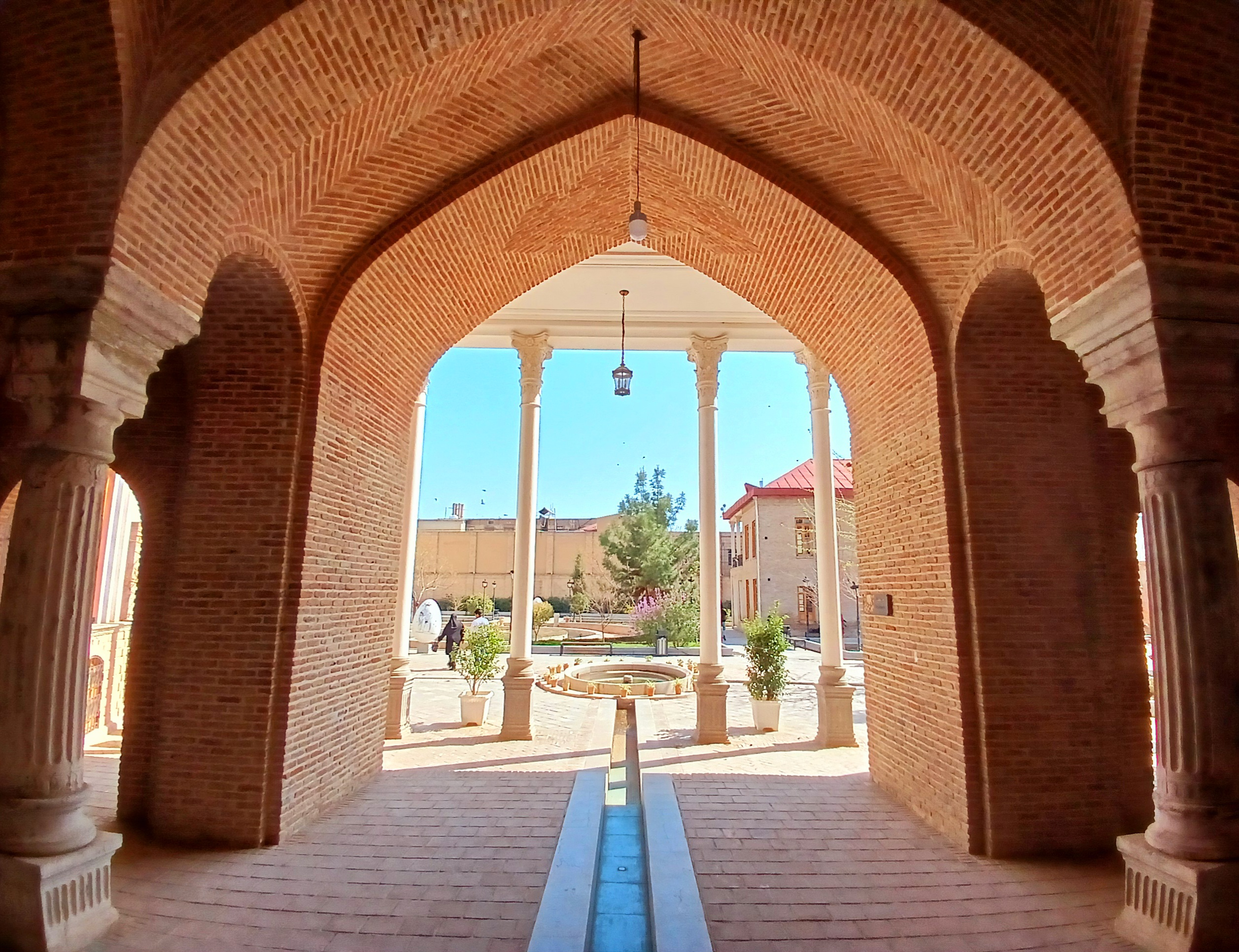
نمای مشرف به حیاط حوض‌خانه نوساز مجموعه
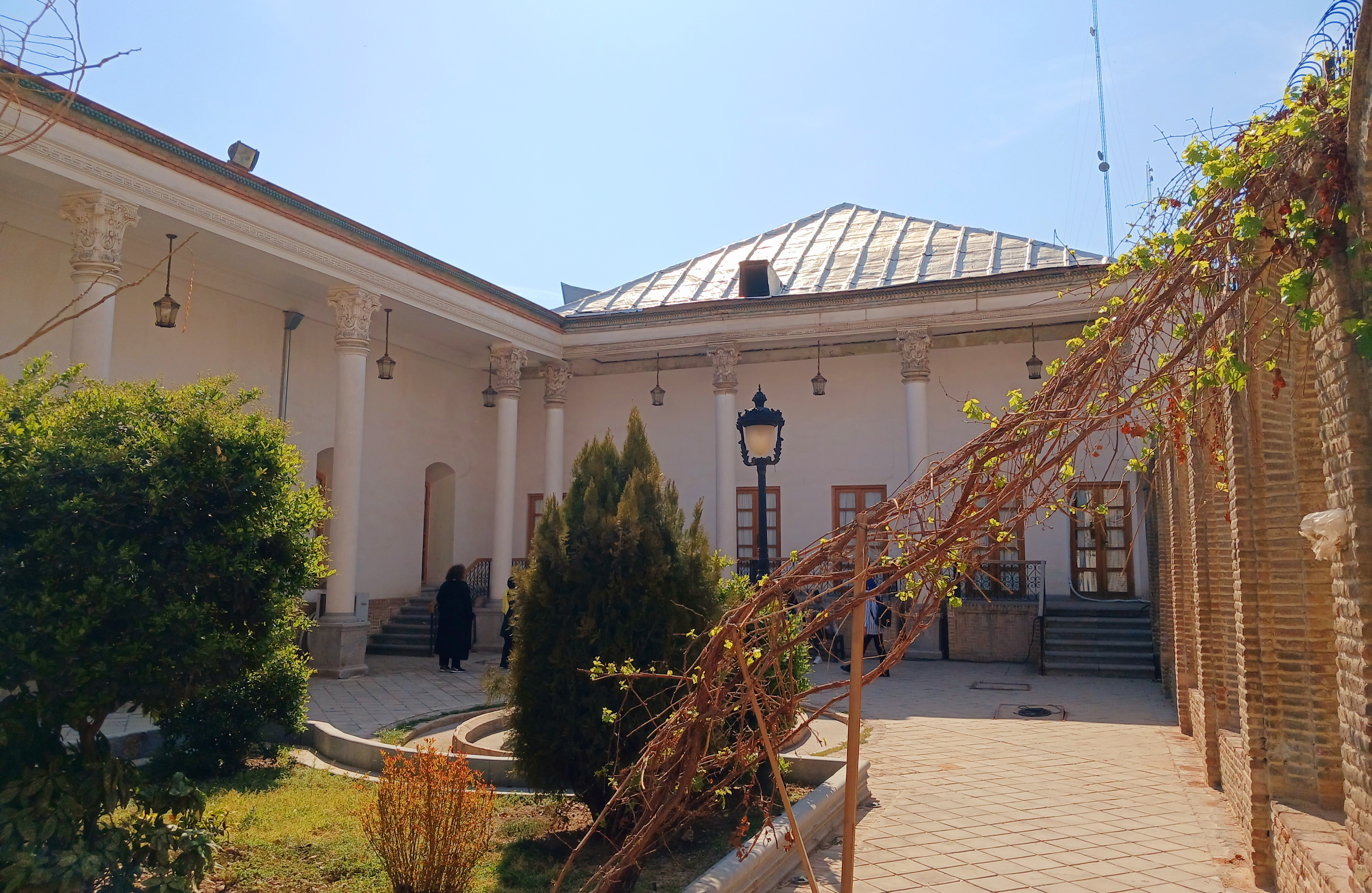
فضای پشتی باغ اتحادیه
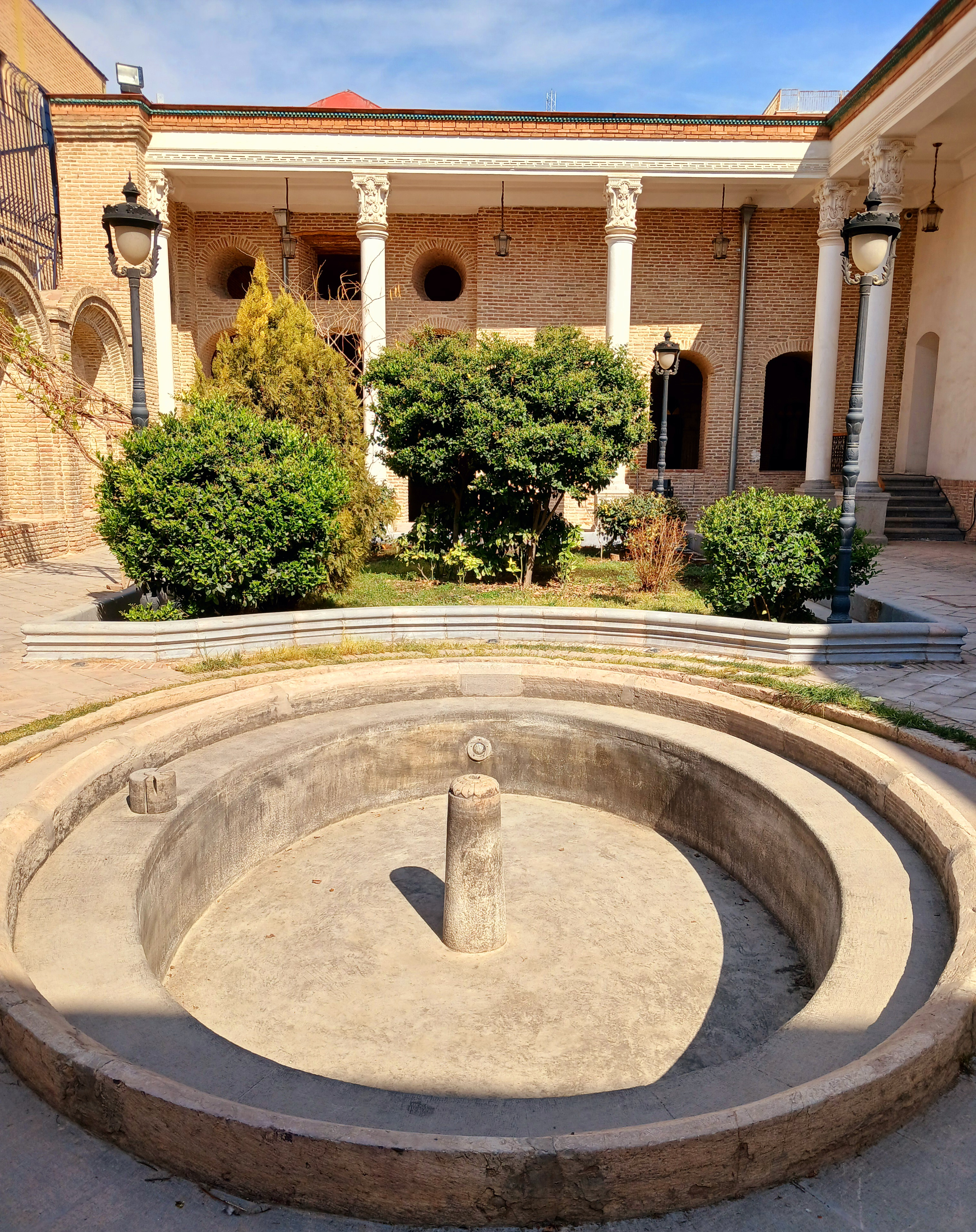
حوض فضای پشتی
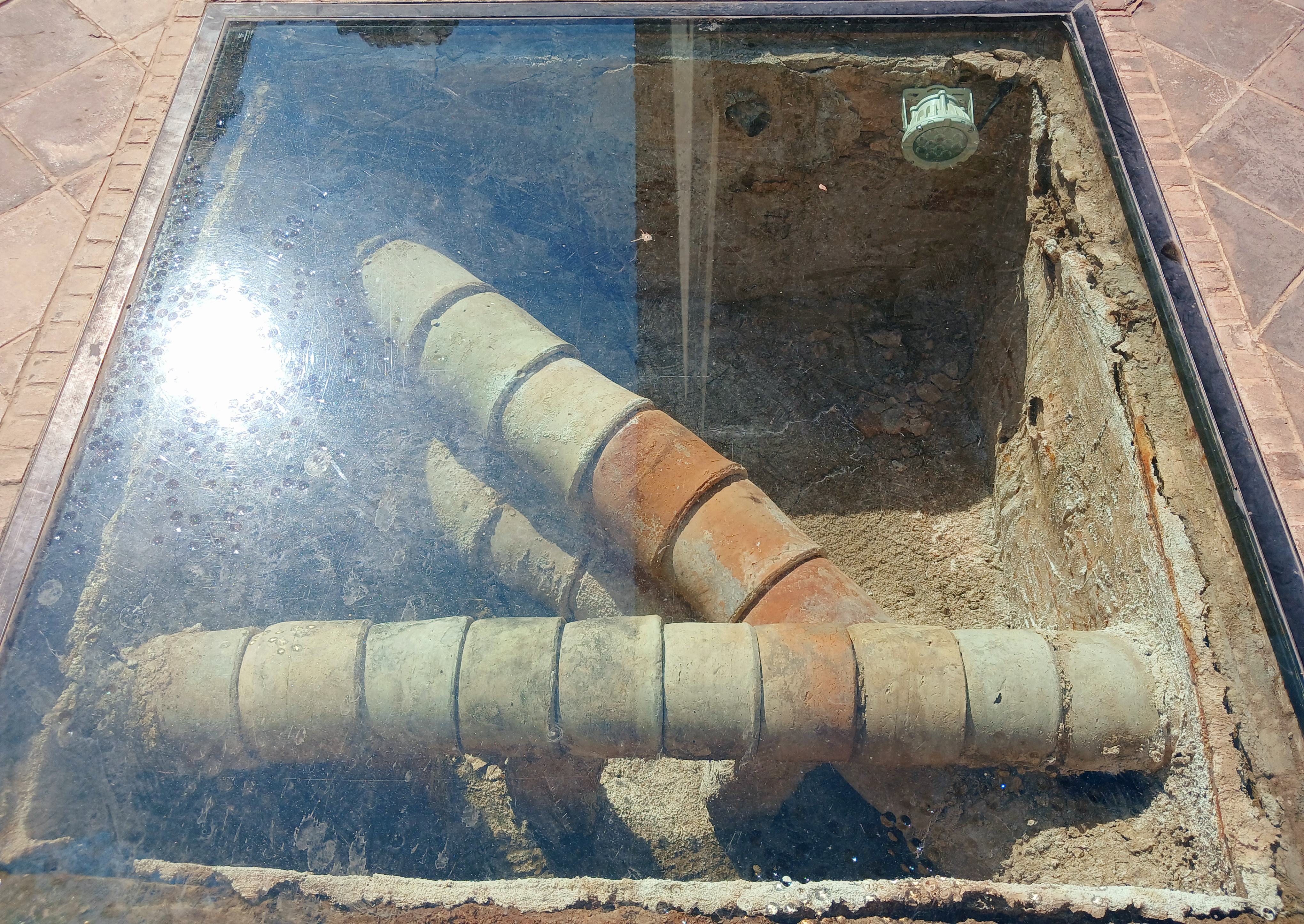
لوله های آب مجموعه که بخشی از آنها همچون این تصویر، به معرض دید عموم قرار داده شده اند
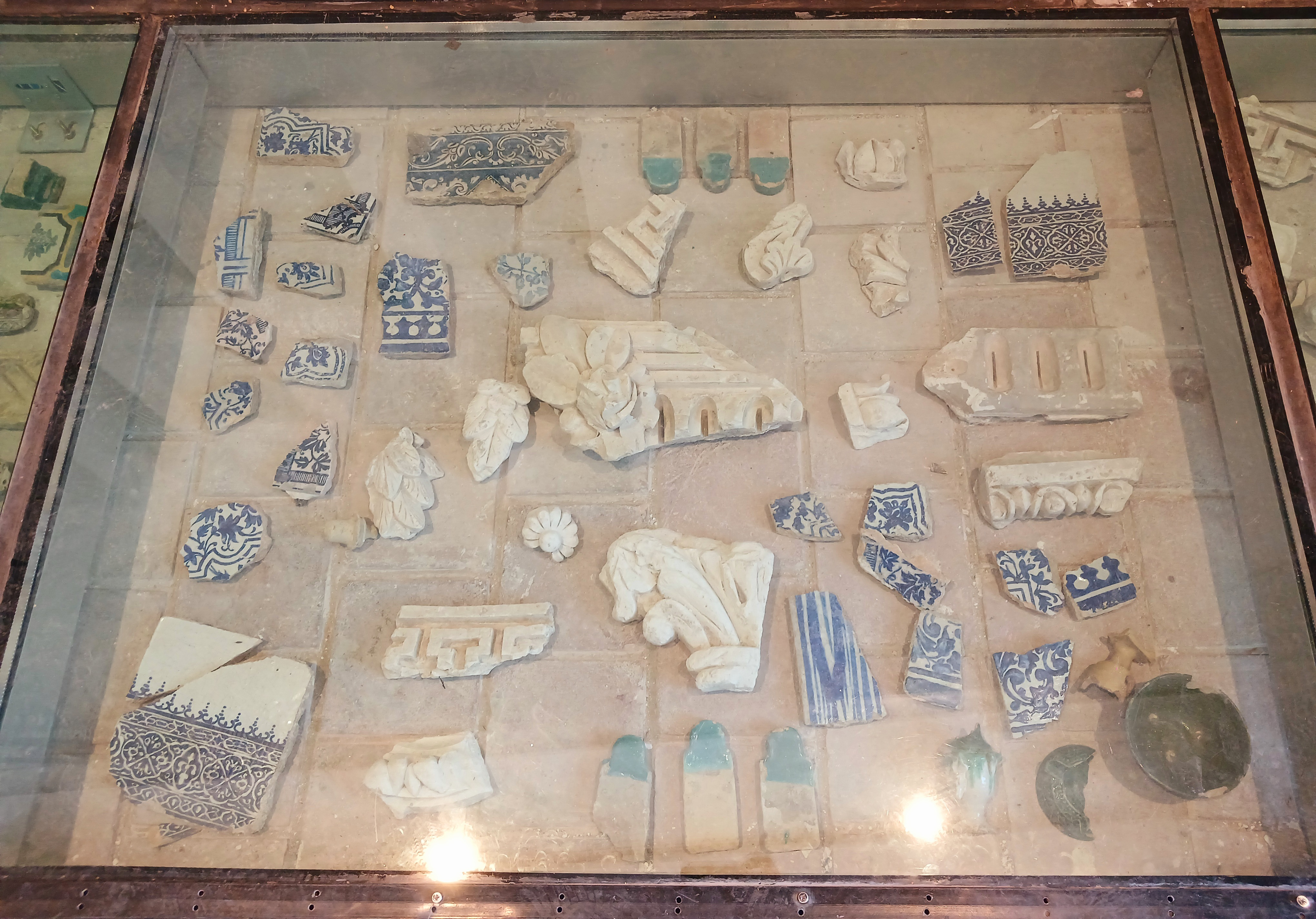
آثار به‌جای مانده از عمارت امین‌السلطنه در نمایشگاه ورودی مجموعه که اکنون در کف آن و در زیر پوششی شیشه ای قرار گرفته اند